# DPCM
Differentiële PulsCodeModulatie of DPCM is een variant op PCM waarin er minder bits per seconde nodig zijn om een signaal weer te geven.
PCM is een populaire techniek voor het digitaliseren van analoge signalen bij digitale communicatietransmissie op telefoonnetwerken. Het is meestal zo dat bij PCM het verschil tussen inkomende bemonsterde signalen minimaal is. Differentiële PCM is zo ontworpen dat enkel deze verschillen worden berekend en verzonden in plaats van het volledige bemonsterde signaal. Omdat het verschil tussen opeenvolgende monsters in veel gevallen kleiner is in amplitude dan het volledige monster, is het aantal bits dat nodig is voor het verzenden drastisch verminderd. Door gebruik te maken van DPCM kan de bitrate voor verzenden van spraak verlaagd worden van 64 kbit/s bij PCM naar 48 kbit/s. 
Hoe berekent DPCM het verschil tussen de huidige en het vorige monster? Het eerste deel van DPCM werkt net als bij PCM. Het ingangssignaal wordt bemonsterd met een constante frequentie. Vervolgens worden deze monsters gemoduleerd met behulp van het PAM proces: het bemonsterde signaal wordt opgeslagen in een zogenaamde voorspeller. De voorspeller neemt het opgeslagen bemonsterde signaal en stuurt het door een differentiator. De differentiator vergelijkt het vorige signaal met het huidige en stuurt dit verschil naar de kwantiseer- en decodeerfase van de PCM. Na het kwantiseren en coderen wordt het signaal dat het verschil bevat doorgestuurd naar zijn uiteindelijke bestemming. Aan de ontvangende kant van het netwerk wordt alles omgekeerd. Eerst wordt het signaal dat het verschil bevat gedekwantiseerd. Vervolgens wordt dit toegevoegd aan een bemonsterd signaal dat in de voorspeller werd opgeslagen en naar een laagdoorlaat filter gestuurd die het signaal reconstrueerd.
DPCM is een goede manier om de bitrate van een spraak transmissie te verkleinen. Het geeft alleen enkele problemen als het aankomt op geluidskwaliteit. DPCM kwantiseert en codeert het verschil tussen een vorig en een huidig signaal. DPCM kwantiseert door gebruik te maken van lineaire kwantisatie. Lineaire kwantisatie genereert een signaal-ruisverhouding die klein is voor signalen met een lage amplitude en hoog is voor signalen met een hoge amplitude. Dit is een zeer inefficiënte methode omdat de meeste signalen die door spraak gegenereerd worden van lage amplitude zijn. Bij de kwaliteit van spraaksignalen moet er meer aandacht besteed worden aan de signalen met lage amplitude. Om dit probleem op te lossen werd Adaptieve DPCM (ADPCM) ontwikkeld.
7z · ACE · ADPCM · ARJ · Bzip2 · CAB · Deflate · DMG · DPCM · gzip · JAR · PCM · RAR · tar · ZIP